# Alexandre Imperatori
Alexandre Emmanuel Imperatori (Châtel-Saint-Denis, 19 april 1987) is een Zwitsers autocoureur. In 2016 werd hij kampioen in de LMP1 privé-klasse van het FIA World Endurance Championship.

## Carrière

### Karting

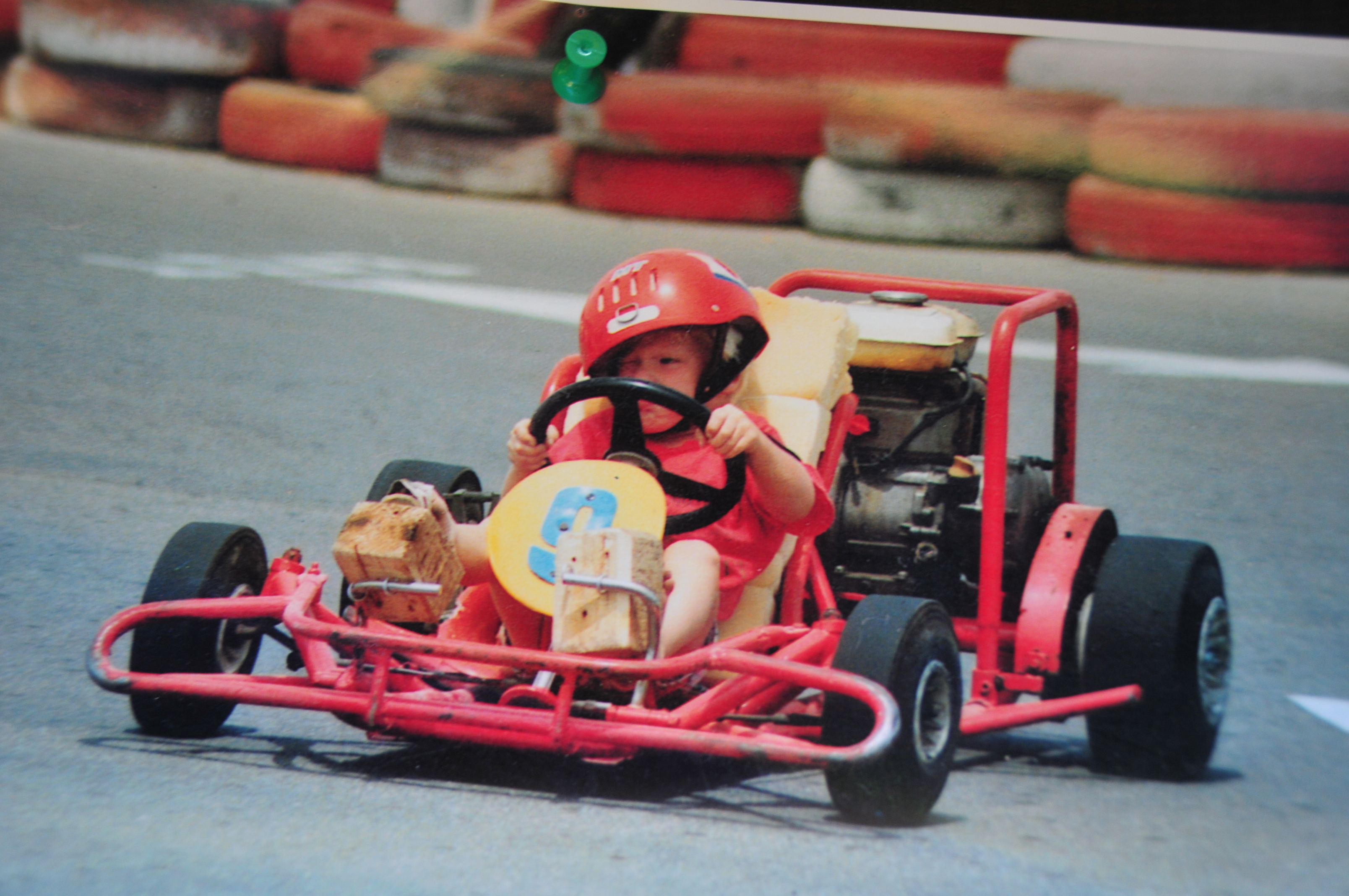
Alexandre Imperatori op vierjarige leeftijd in een kart.

Imperatori begon zijn autosportcarrière in het karting op vierjarige leeftijd in Spanje. Tot 2002 kartte hij in Spanje en Duitsland. Ook was hij in 2000 de juniorkampioen van Frankrijk en nam hij tussen 2000 en 2002 deel aan het Europees kampioenschap.

### Formuleracing
In 2003 maakte Imperatori de overstap naar het formuleracing en bereikte hij de finale van een opleidingsprogramma van Mygale. Tussen 2004 en 2007 nam hij deel aan de Aziatische Formule Renault Challenge. In 2006 werd hij kampioen in de subklasse Chinese Formule Renault Challenge en werd hij tweede in het algemeen kampioenschap. In 2007 eindigde hij in beide klasses als tweede. In de seizoenen 2007-2008 en 2008-2009 was hij de rookiecoureur van het A1 Team Zwitserland in de A1GP.
In 2008 stapte Imperatori over naar de All-Japan F3, waarin hij voor PTRS in de National-klasse uitkwam. Hij behaalde hier vijf zeges: drie op de Twin Ring Motegi en een op zowel Autopolis als het Okayama International Circuit. Met 96 punten werd hij achter Hideki Yamauchi tweede in de klasse. In 2009 bleef hij bij dit team rijden, dat van naam was veranderd naar Achievement by KCMG. Hij won twee races in de National-klasse op Autopolis en werd achter Naoki Yamamoto en Kimiya Sato derde met 75 punten. In 2010 kwam hij uit in de hoofdklasse van het kampioenschap voor Toda Racing. Hij behaalde vijf podiumplaatsen op de Suzuka International Racing Course, Motegi (tweemaal), de Fuji Speedway en Autopolis, waardoor hij met 52 punten vijfde in de eindstand werd. In 2009 en 2010 nam hij ook deel aan de Grand Prix van Macau.
In 2011 maakte Imperatori de overstap naar de Formule Nippon, waar hij terugkeerde naar SGC by KCMG. Een zevende plaats op Autopolis was zijn beste race-uitslag en hij werd met 2,5 punten twaalfde in het kampioenschap.

### GT-racerij

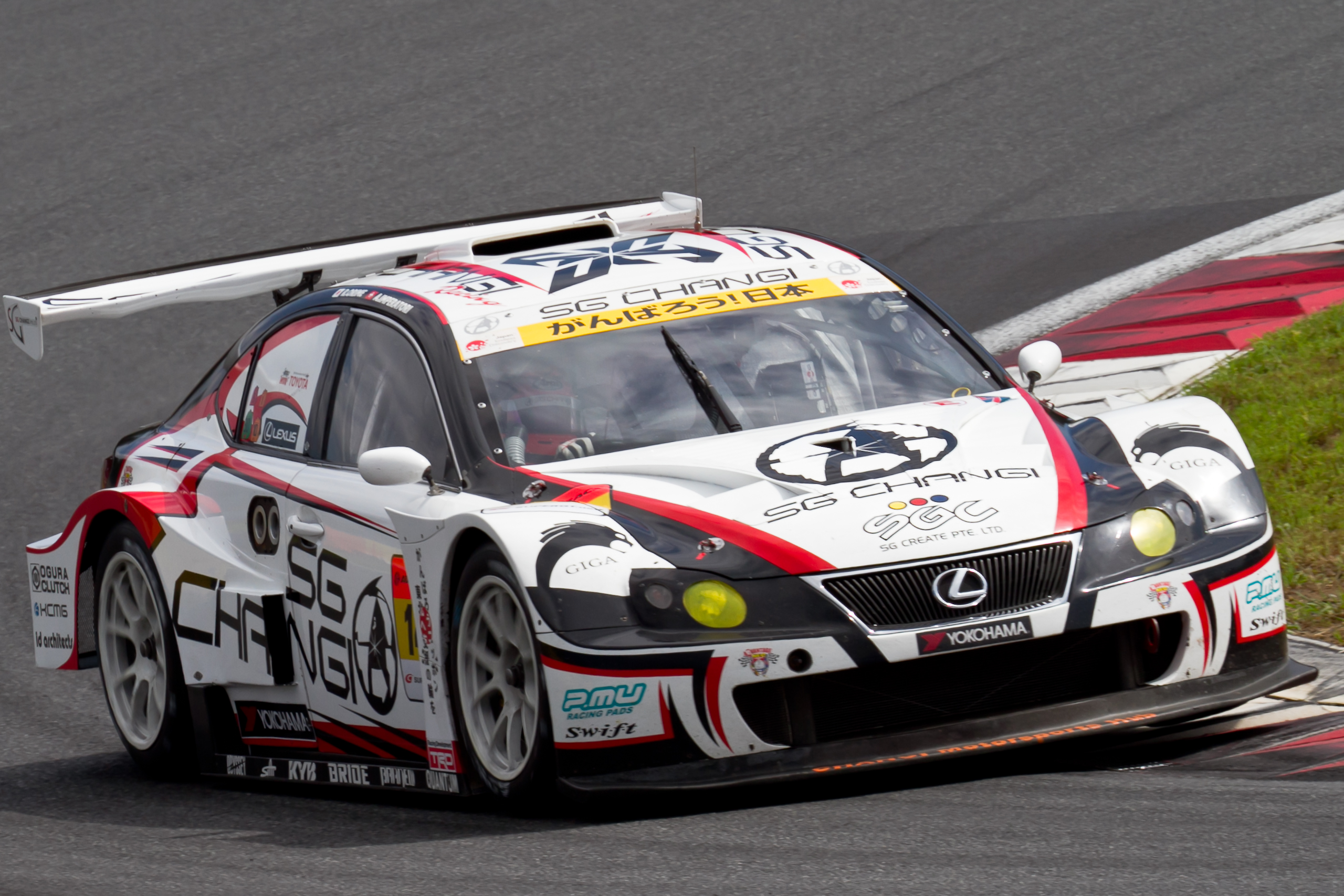
Alexandre Imperatori op de Fuji Speedway in 2011.

In 2011 debuteerde Imperatori in de GT-racerij en kwam hij uit in de Aziatische Porsche Carrera Cup bij het Team Starchase. Hij won acht van de tien races waar hij aan deelnam, maar omdat hij twee andere races moest missen, werd hij slechts derde in de eindstand achter Keita Sawa en Rodolfo Ávila. Hiernaast kwam hij uit in de GT300-klasse van de Super GT als teamgenoot van Ryo Orime bij het team SG Changi Racing. Hij won een race op het Sportsland SUGO en stond ook op Fuji en Autopolis op het podium. Met 49 punten werd hij zesde in het kampioenschap.
In 2012 reed Imperatori in de Aziatische Porsche Carrera Cup voor Starchase. Hij won zeven van de elf races en stond hiernaast nog twee keer op het podium, waardoor hij tot kampioen in de klasse werd gekroond. In 2013 stond hij in totaal vier keer op het podium op het Sepang International Circuit, het Ordos International Circuit, het Inje Speedium en het Shanghai International Circuit en werd hij zevende in de eindstand. In 2014 won hij eenmaal op Shanghai en stond hij nog zes keer op het podium, zodat hij achter Earl Bamber en Martin Ragginger derde in het klassement werd.
In 2015 keerde Imperatori terug in de GT300-klasse van de Super GT bij het team Porsche Team KTR, nadat hij in 2012 en 2014 een aantal gastraces had gereden. Na vier races, waarin hij enkel op het Chang International Circuit tot scoren kwam, werd hij vervangen door Yuya Sakamoto. In 2017 had hij geen vast racezitje, maar nam hij deel aan enkele races in onder meer het Chinees GT-kampioenschap en de Pirelli World Challenge.
In 2018 reed Imperatori in de laatste vier raceweekenden van de Blancpain GT Series Asia, waar hij in de GT3 Pro-Am-klasse bij KCMG de auto met Yukinori Taniguchi deelde. Hij won races op Suzuka en Fuji en werd met 117 punten zesde in het klassement. In 2019 stapte hij over naar het team Panther / AAS Motorsport als teamgenoot van Vutthikorn Inthraphuvasak. Hij won vijf races op Sepang, Chang, Fuji, het Korea International Circuit en Shanghai. Aangezien hij een weekend moest missen, werd hij met 171 punten tweede achter zijn teamgenoot. Ook reed hij voor KCMG in de Intercontinental GT Challenge samen met Oliver Jarvis en Edoardo Liberati, waarin twee zesde plaatsen op het Mount Panorama Circuit en het Kyalami Grand Prix Circuit zijn beste klasseringen waren. Met 18 punten eindigde hij op plaats 23 in het kampioenschap. Na 2019 reed hij sporadisch in GT-races.

### Endurance

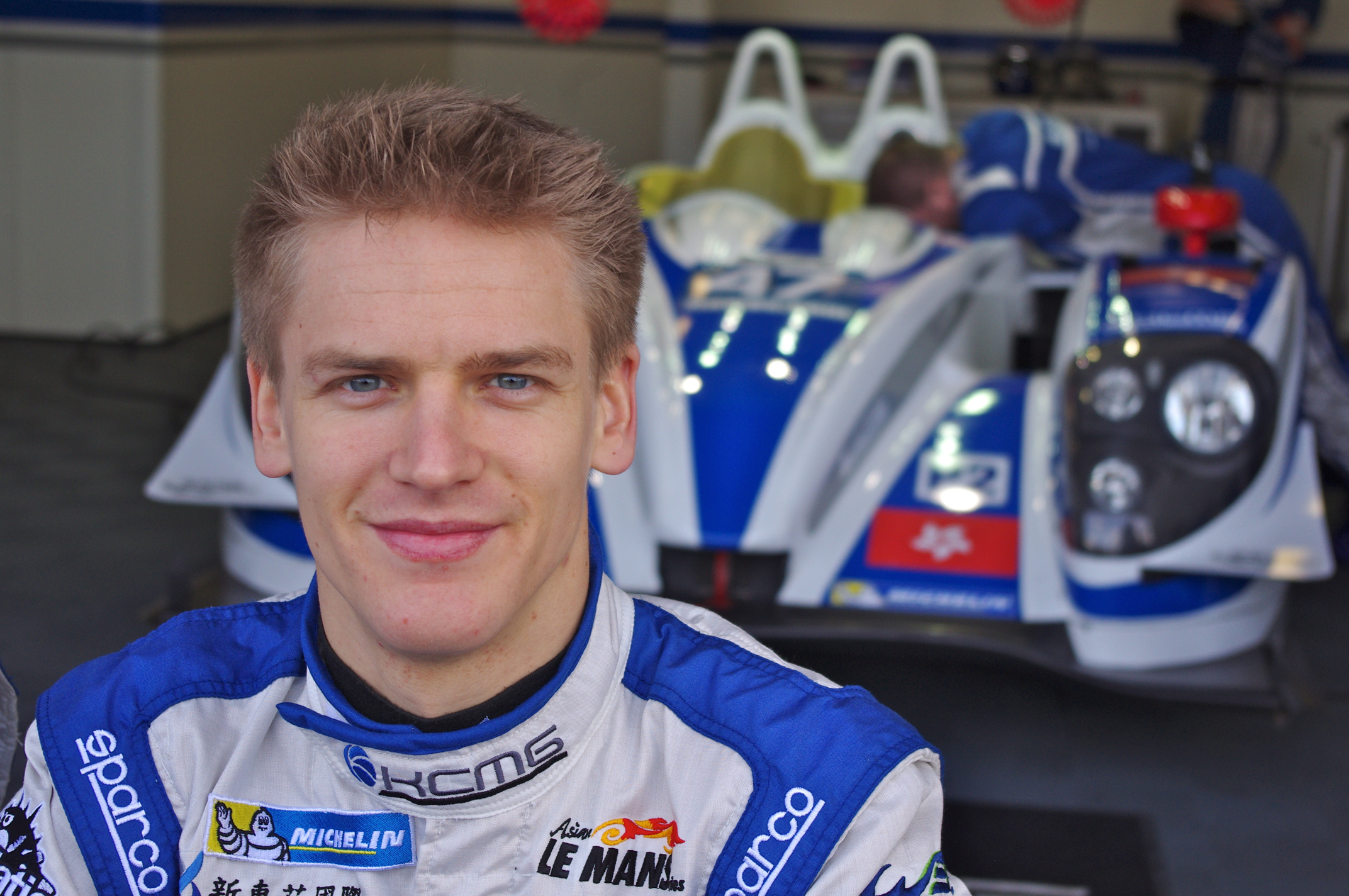
Alexandre Imperatori tijdens de 6 uur van Silverstone in 2013.

In 2013 maakte Imperatori zijn debuut in de LMP2-klasse van het FIA World Endurance Championship (WEC). Hij reed hier voor KCMG, dat hem als eerste coureur van het team aanstelde voor hun nieuwe enduranceproject. Hij nam deel aan de 6 uur van Silverstone naast Matthew Howson en Jim Ka To en de 24 uur van Le Mans naast Howson en Ho-Pin Tung.
In 2014 reed Imperatori zes van de acht races voor KCMG in de LMP2-klasse van het WEC als teamgenoot van Howson en Richard Bradley. Hij stond in de 6 uur van Spa-Francorchamps en de 6 uur van Fuji op het podium, voordat hij de laatste twee races, de 6 uur van Bahrein en de 6 uur van São Paulo, wist te winnen. Met 87 punten werd hij zesde in de eindstand.
In 2015 stapte Imperatori binnen het WEC over naar de LMP1-privéklasse, waarin hij voor Rebellion Racing uitkwam. Het team miste de eerste twee races vanwege een aanpassing in de motor, maar vanaf de derde race was het weer aanwezig. Imperatori was dat jaar de teamgenoot van Dominik Kraihamer en Daniel Abt, waarbij laatstgenoemde in de laatste twee races werd vervangen door Mathéo Tuscher. Hij behaalde twee overwinningen in de 24 uur van Le Mans en de 6 uur van Bahrein en werd hierdoor met 108 punten wederom tweede in de eindstand. Hij kwam ook in aanmerking voor punten in de algehele LMP1-klasse, waarin hij op positie 25 eindigde.

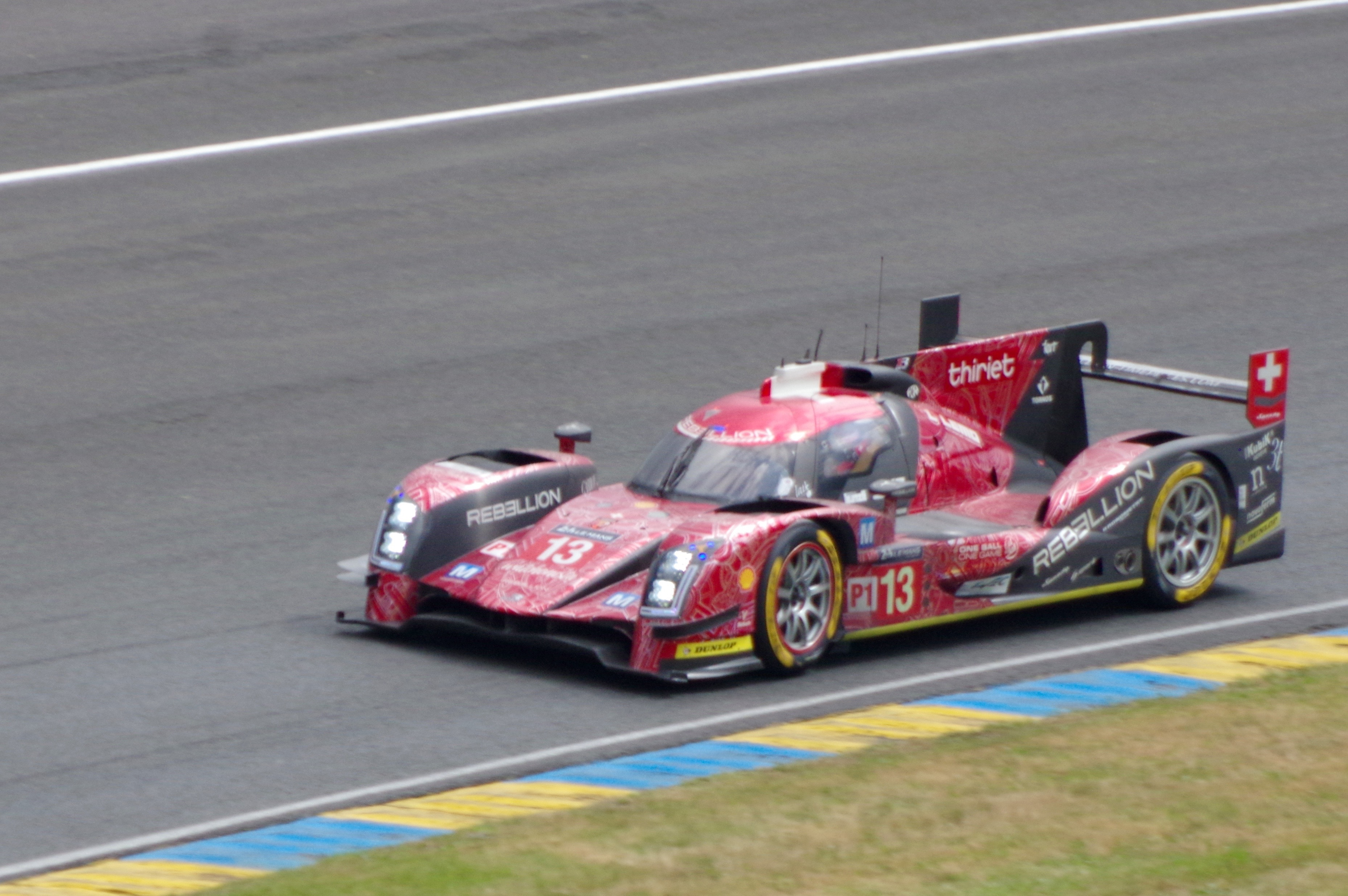
Alexandre Imperatori tijdens de 24 uur van Le Mans in 2016.

In 2016 bleef Imperatori de teamgenoot van Kraihamer en Tuscher bij Rebellion. Hij won zeven van de negen races in de LMP1-privéklasse en werd hierdoor met 193 punten overtuigend gekroond tot kampioen. Tevens behaalde hij in de algemene LMP1-klasse twee podiumfinishes in de 6 uur van Silverstone en de 6 uur van Spa-Francorchamps en werd zo met 66,5 punten zevende in dit kampioenschap.
Tussen 2014 en 2021 nam Imperatori deel aan de 24 uur van de Nürburgring voor Falken Motorsports en KCMG, met als hoogtepunt een derde plaats in 2015.
In 2018 reed Imperatori zijn enige race in de European Le Mans Series, waarin hij voor G-Drive Racing als teamgenoot van Andrea Pizzitola en Roman Roesinov vierde werd in de LMP2-klasse. Tussen 2019 en 2021 nam hij deel aan de 24 uur van Spa-Francorchamps, waarin een elfde plaats in zijn laatste poging zijn beste resultaat was. In 2022 werd hij, samen met Dennis Olsen, Patrick Pilet en Laurens Vanthoor, derde in de GTD Pro-klasse van de 24 uur van Daytona. In 2023 reed hij voor GetSpeed Performance in de GT-klasse van de Asian Le Mans Series als teamgenoot van Zhou Bihuang en Wang Zhongwei, waarin een twaalfde plaats op het Yas Marina Circuit zijn beste race-uitslag was.